# Bilderdecke der Hildesheimer Michaeliskirche

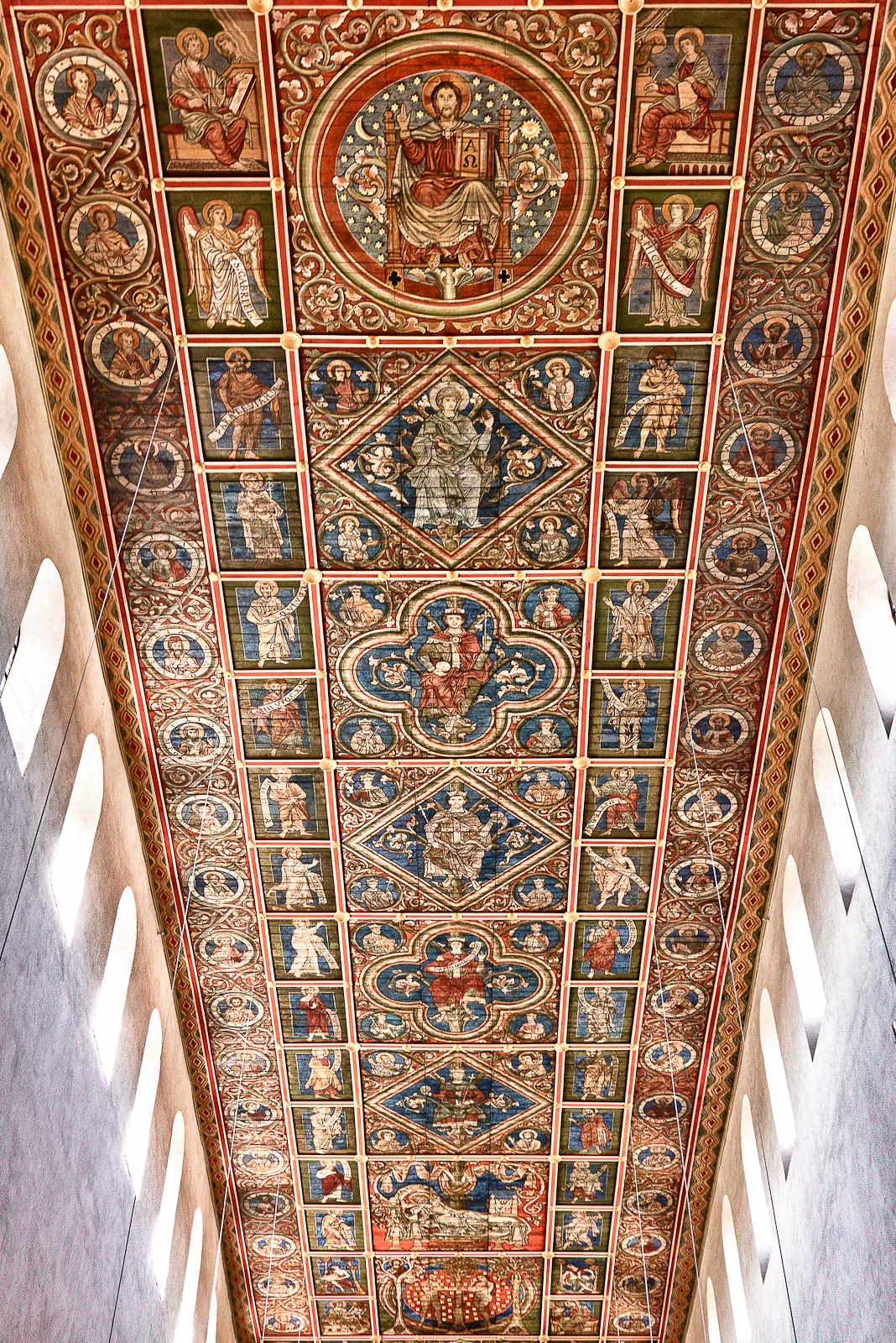
Bemalte Holzdecke der Michaeliskirche

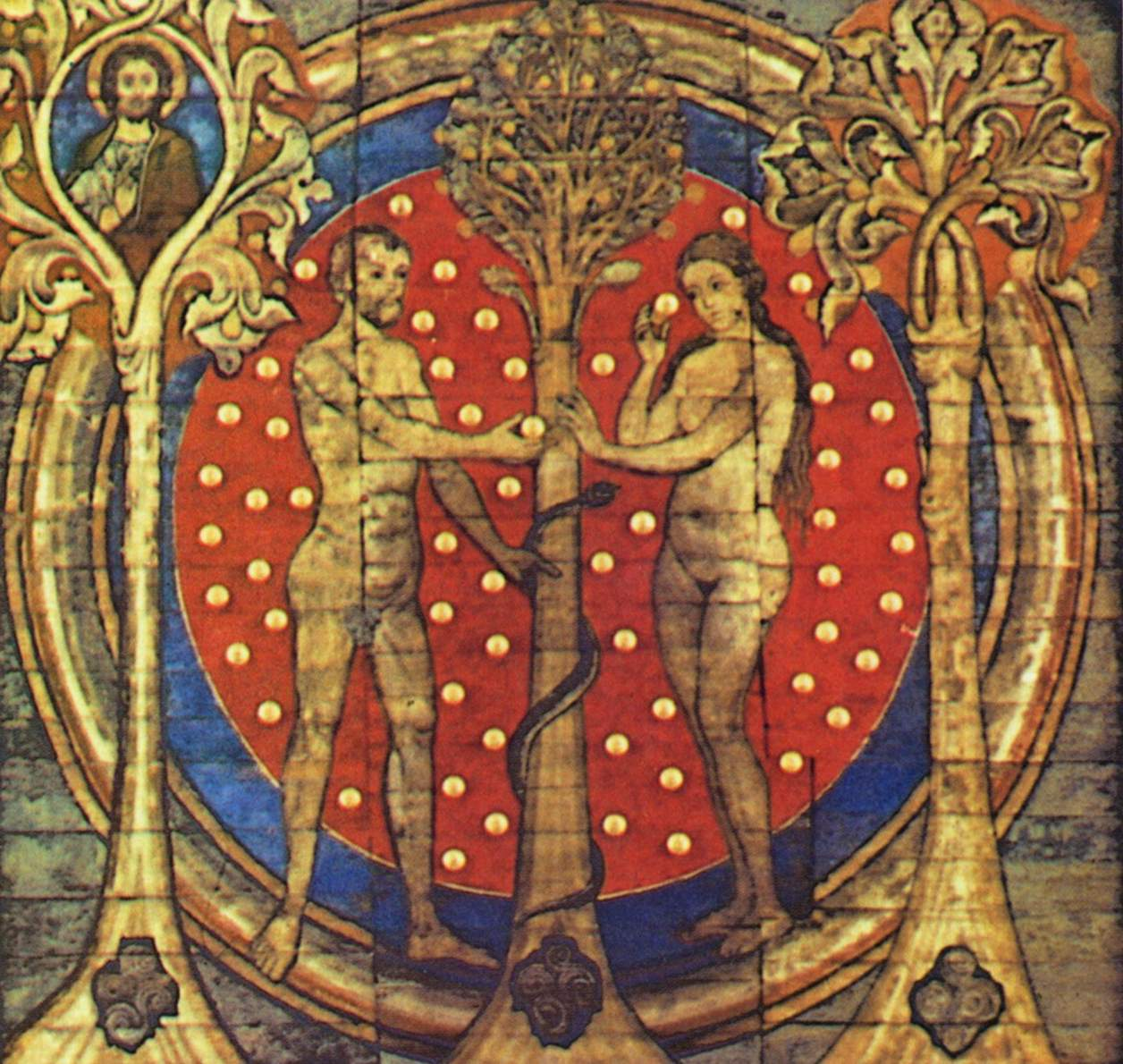
Detail: Sündenfall im Paradies

Die bemalte Holzdecke der Hildesheimer Michaeliskirche im Mittelschiff des Langhauses misst 27,6 × 8,7 Meter und besteht aus 1300 Eichenbohlen. Sie gehört neben den Holzdecken von Zillis (Schweiz) und Dädesjö (Schweden) zu den einzigen monumentalen Tafelgemälden des hohen Mittelalters, die noch erhalten sind.

## Bildprogramm
Thema der Malerei ist die Wurzel Jesse. Dieser Stammbaum Jesu erscheint in acht Hauptfelder aufgeteilt.
Im ersten (ganz westlichen) Hauptfeld ist der Sündenfall von Adam und Eva im Paradies abgebildet. Dies entspricht der Version des Evangelisten Lukas (Lk 3,23 ), der den Stammbaum Jesu mit Adam beginnen lässt. In der Krone eines Baumes ist bereits Christus zu erkennen. Das zweite Hauptbild zeigt den schlafenden Jesse, aus dessen Körper ein Baum aufsprosst, dem sich durch die folgenden Hauptbilder rankt (Jessebaum). Diese zeigen mit David, Salomo, Hiskia und Josia Könige Israels; umgeben von jeweils vier kleineren Königsbildern. Das siebte Feld zeigt Maria mit den Allegorien der vier Kardinaltugenden. Sie hält eine Spindel mit rotem Garn. Im Protevangelium des Jakobus ist Maria eine der sieben Jungfrauen, die den Tempelvorhang webten. Die Spindel in der Hand der Jungfrau gehört zum byzantinischen Verkündigungsbild. Das achte Hauptfeld wurde beim Einsturz des östlichen Vierungsturms 1650 zerstört. Es wurde durch eine Bildtafel ersetzt, die Christus neben Moses stellte. Beim Wiedereinbau der Holzdecke 1960 kam an die Stelle ein thronender Christus als Weltenrichter.
Das Paradiesbild ist von den vier Paradiesflüssen sowie den Evangelisten Markus und Lukas umgeben. Das Christusbild wird umrahmt von den Erzengeln Raphael, Uriel, Gabriel und Michael sowie den Evangelisten Matthäus und Johannes. Jedes der anderen Hauptbilder ist auf jeder Seite von zwei rechteckigen Darstellungen (hauptsächlich Propheten) flankiert; neben Maria befinden sich rechts der Verkündigungsengel und Jesaja, oben links Johannes der Täufer; das vierte Bild kann nicht eindeutig identifiziert werden (Aaron oder Zacharias). In den vier Eckbildern werden die Symbole der Evangelisten dargestellt.
Weiterhin befinden sich an der Decke 42 Medaillons mit den Vorfahren Christi. Nach dem Matthäusevangelium sind dies die Generationen von Abraham (der sich in einem der Medaillons befindet, aber keine Sonderstellung einnimmt) bis Jesus (Mt 1,17 ). Die Darstellung der Vorfahren ist jedoch dem Lukasevangelium entnommen, das 78 Vorfahren erwähnt und von David nicht über Salomo, sondern dessen Bruder Natan (2 Sam 5,14 ) – nicht zu verwechseln mit dem Propheten – weiterführt (Lk 2,23–38 ). Damit sind sowohl die königliche als auch die genealogische Abstammung dokumentiert.

## Geschichte
Ursprünglich befand sich unter dem obersten Hauptbild der Kreuzaltar mit dem Bernwardskreuz, direkt dahinter stand die Christussäule.
Johannes Sommer, der 1966 die Deckenmalerei zeitgleich mit den Westchor-Erweiterungen in die Jahre gegen 1200 datierte, wurde von der Überlegung geleitet, dass es nach dem 1204 resignierten Abt Theoderich II. im Kloster keine Persönlichkeit mehr gegeben habe, der eine solche Leistung zuzutrauen wäre. Die dendrochronologische Untersuchung im Jahr 1999 erwies jedoch ein Fälldatum der für die Decke verwendeten Eichen zwischen 1190 und 1220. Somit wurde das Gemälde erst um 1230 erstellt. Dies erlaubt eine Verbindung mit der Domkanzel von Bitonto (Apulien) von 1229, auf der die staufische Herrschaftsfolge Kaiser Friedrichs II. in Form eines Jessebaums dargestellt ist. Der Hildesheimer Bischof Konrad II. von Riesenberg, ein Parteigänger Friedrichs II., reiste 1227 als Kreuzzugsprediger nach Brindisi, wo sich das Kreuzfahrerheer für den 5. Kreuzzug einschiffte. Ein Mönch im benachbarten Bari bezeichnete damals Friedrich II. als „Spross der Wurzel Jesse, die von der Wurzel des Großvaters (Friedrich I. Barbarossa) aufstieg, er ist sein Enkel, der Herr und Kaiser.“
Die Decke wurde 1943 ausgebaut und an verschiedenen Orten eingelagert. Die nach dem Einsturz des östlichen Vierungsturms ersetzten Bretter verblieben in der Kirche. Die ursprünglich verwendeten Bohlen überdauerten so den Zweiten Weltkrieg. Vor dem Wiedereinbau im Jahr 1960 sind alle Teile der Malerei sorgfältig gereinigt und restauriert worden. Im Jahr 2006 erfolgte eine bauarchäologische Untersuchung der Decke.